# Алекперов, Кудрат Аллахверды оглы
Кудрат Аллахверды оглы Алекперов (азерб. Qüdrət Allahverdi oğlu Ələkbərov; 17 сентября 1888, Ленкоранский уезд — 24 мая 1959, Астрахан-Базарский район) — советский азербайджанский зерновод, Герой Социалистического Труда (1948).

## Биография
Родился 17 сентября 1888 года в селе Чахырлы Ленкоранского уезда Бакинской губернии (ныне Масаллинский район Азербайджана).
В 1940—1959 годах работал колхозником и звеньевым в колхозе "40-летие Азербайджанской ССР" (бывший имени Багирова) Астрахан-Базарского района Азербайджанской ССР. В 1947 году получил урожай пшеницы 30,39 центнера с гектара на площади 20 гектаров.
Указом Президиума Верховного Совета СССР от 10 марта 1948 года за получение в 1947 году высоких урожаев пшеницы Алекперову Кудрату Аллахверды оглы присвоено звание Героя Социалистического Труда с вручением ордена Ленина и золотой медали «Серп и Молот».
Активно участвовал в общественной жизни Азербайджана. Член КПСС с 1951 года.
Скончался 24 мая 1959 года в городе Астрахан-Базар Астрахан-Базаркого района.